# Hosingen
Hosingen (luxembourgeois : Housen) est une section et le chef-lieu de la commune luxembourgeoise de Parc Hosingen située dans le canton de Clervaux.

## Histoire

### L’ancienne commune
Hosingen était une commune jusqu’à sa fusion avec les communes de Consthum et Hoscheid le 1er janvier 2012 pour former la nouvelle commune du Parc Hosingen. Elle comprenait les sections de Bockholtz, Dorscheid, Hosingen (chef-lieu), Neidhausen, Rodershausen, Untereisenbach et Wahlhausen.

## Géographie
Le village est traversé du nord au sud par la route nationale N7 dite « Route du Nord ».